# Кућа у селу Дражевцу
Кућа у селу Дражевцу, месту на територији општине Обреновац, је родна кућа Александра Ранковића (1909-1983), југословенског политичара и Народног хероја.
Кућа је као значајан сведок историје на нашем простору проглашена за непокретно културно добро као споменик културе.
Поводом Дана устанка народа Србије 7. јула 1946. Срески комитет КПС за Обреновац је на кући поставио спомен-плочу са натписом — У овој кући родио се народни херој Александар-Лека Ранковић, секретар Централног комитета Комунистичке партије Југославије, најближи сарадник друга Тита у руковођењу Народноослободилачком борбом и изградњом социјализма. 